# Josef Holub
Josef Ludwig Holub, född 5 februari 1930 i Mladá Boleslav (nuvarande Tjeckien), död 23 juli 1999 i Mladá Boleslav, var en tjeckisk botaniker som beskrev ett antal nya arter. Han arbetade med en systematisk omorganisation av botaniska grupper och bidrog stort till studier av den europeiska floran.
Auktorsnamnet Holub kan användas för Josef Holub i samband med ett vetenskapligt namn inom botaniken; se Wikipediaartiklar som länkar till auktorsnamnet.